# Excarnació

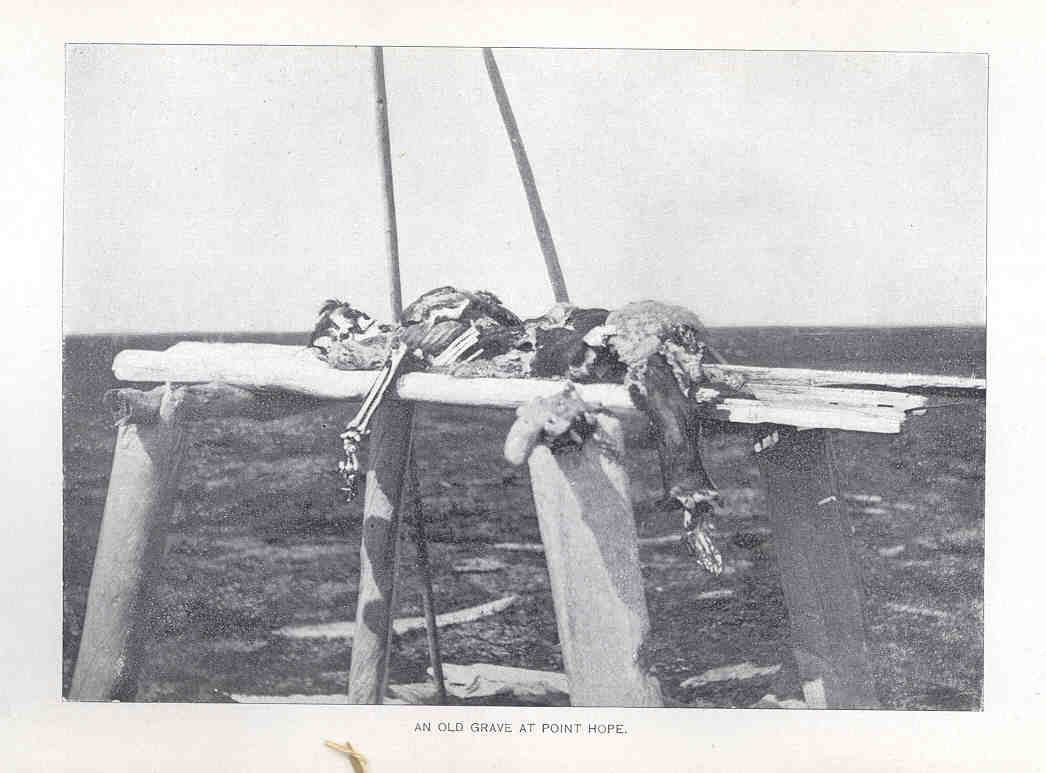
Excarnació d'un cadàver a Point Hope, Alaska, 1899

En arqueologia i antropologia, el terme excarnació es refereix a la pràctica de llevar la carn i els òrgans dels morts abans d'enterrar-los. L'excarnació es pot aconseguir amb mitjans naturals, com ara deixar un cadàver exposat als elements o perquè els animals se n'alimenten, o esquarterant el cadàver a mà. Després de l'excarnació, algunes societats recuperaven els ossos per a enterrar-los. L'excarnació s'ha practicat arreu del món durant desenes de milers d'anys. L'evidència arqueològica més antiga d'excarnació prové de la vall del riu Awash d'Etiòpia, fa 160.000 anys. Altres exemples d'excarnació són els enterraments celestials d'Àsia, les torres del silenci de Zoroastre i els enterraments en arbres dels amerindis dels Estats Units. L'excarnació es practica per raons espirituals i pràctiques, inclosa la creença espiritual tibetana que n'és la forma més generosa d'enterrament, i la preocupació pràctica dels comanxes que a l'hivern el sòl és massa dur per a un enterrament subterrani. Els llocs d'excarnació s'identifiquen per una concentració d'ossos més petits (com els dits de les mans o els peus), que serien els ossos que es desprendrien més fàcilment del cos i que els practicants de l'excarnació no notarien pas.

## Metodologia

### Identificació de l'excarnació
A partir del patró de marques en alguns ossos humans en jaciments prehistòrics, els investigadors han inferit que extreien la carn dels ossos com a pràctica funerària.
Atès que els metatarsos, els ossos dels dits de les mans i dels peus, són molt menuts, caurien fàcilment. Per tant, un jaciment on sols es troben ossos menuts suggereix una excarnació ritual.

### Distingir l'excarnació del canibalisme
Els arqueòlegs han de diferenciar entre l'extracció de carn com a pràctica funerària i com a precursora del canibalisme. Quan es descobreixen ossos humans que mostren signes d'eliminació de la carn en el registre fòssil, una pràctica comuna és comparar les marques d'eines i altres talls en els ossos amb els ossos d'animals sacrificats del mateix jaciment, amb la suposició que els humans canibalitzats haurien estat preparats com qualsevol altra carn, mentre que els cossos descarnats es prepararien de manera diferent. Els ossos canibalitzats, a diferència dels excarnats, poden mostrar signes reveladors com ara marques de dents humanes, ossos llargs trencats (per a l'extracció de medul·la) i signes de cocció, com "poliment d'olla".

## Per regió

### Àfrica
Fa 160.000 anys l'Homo sapiens idaltu de la vall del riu Awash (a prop de l'actual Herto Bouri, a Etiòpia) practicava l'excarnació.

### Àsia

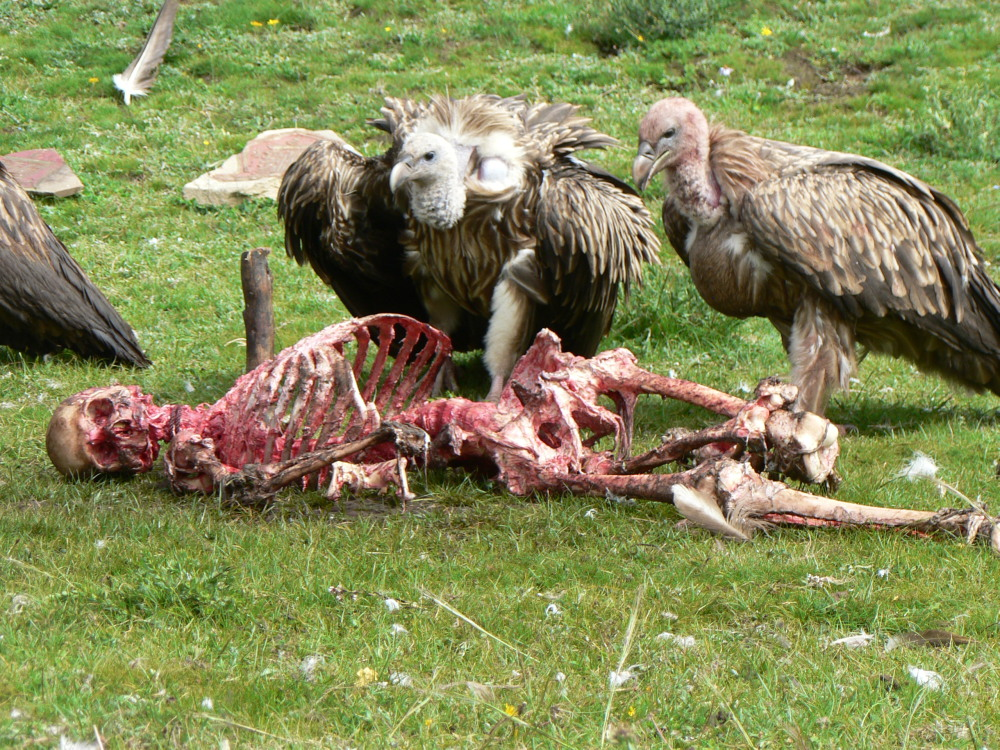
Enterrament celestial al Tibet

Els parsis de Bombai mantenen una reserva al cim d'un turó, al bosc Doongerwadi, a Malabar Hill, amb torres del silenci. A causa de la disminució dels voltors a l'Índia (pels canvis en la cria d'animals), la pràctica tradicional de l'excarnació s'ha enfrontat a la pressió d'evolucionar sense deixar de complir el mateix propòsit, per la qual cosa s'han col·locat a la reserva concentradors solars a les torres. Altres ocells carronyers tenen una funció semblant, però no són pas tan eficients com els voltors.
Altres pràctiques en què es fa ús de processos naturals per a l'excarnació són els enterraments celestials tibetans i els funerals zoroastristes tradicionals.

### Amèrica del Nord
Els enterraments aeris (també enterraments en arbres) són un tipus d'enterrament secundari, en què es col·loca un cos separat del sòl, dalt d'un arbre o en una bastida. Després d'un llarg període (mesos a anys) les restes descarnades se soterren. Els enterraments aeris es practicaven a les Grans Planes a diverses societats, entre aquestes les comanxes, els blackfoot, els sioux, els dakota, els xeienes, els mandans i els crows. Els enterraments aeris es realitzaven per raons espirituals i pràctiques. Algunes tribus, com ara els sioux i els lakota, creien que elevar les restes facilitaria el viatge d'un esperit fora del cos. A més, elevar les restes protegia els cossos de ser devorats pels llops i permetia controlar les malalties quan no es podien soterrar, com a l'hivern, quan el sòl era massa dur. Alguns grups nòmades tenien cementiris específics que només visitaven una vegada a l'any.
A causa de la naturalesa temporal dels enterraments aeris i perquè les bastides eren fetes de materials peribles, com la fusta, han deixat poca evidència arqueològica. Per tant, gran part de les restes d'enterraments aeris prové de fonts etnogràfiques. S'han descobert, però, alguns jaciments arqueològics on els arqueòlegs creuen que hi hagué excarnació quan les restes es van transferir de l'enterrament aeri primari al lloc final o a un lloc d'enterraments aeris secundaris. Aquests llocs són identificables per una concentració d'ossos més petits (com ara de les mans o peus).
Després de la invasió i colonització, el govern dels Estats Units declarà il·legal l'enterrament aeri, perquè entrava en conflicte amb les idees cristianes. Fa uns anys, però, s'ha permés l'enterrament aeri en reserves, i això ha fet que un petit nombre de persones torne al ritual de l'enterrament aeri.
Al nord-oest del Pacífic, els enterraments en canoa eren el tipus principal entre els chinook del riu Colúmbia. Els cossos s'embolcallaven en mantes i es col·locaven en una canoa amb objectes personals. Les famílies més riques a vegades coronaven la canoa funerària amb una segona canoa més gran per a resguardar-la de la pluja. Després totes dues es col·locarien dalt d'un arbre.
El 1830 el cap chinook Comcomly, després de morir, fou enterrat en una canoa en un cementeri familiar.

### Europa
Hi ha evidència d'excarnació a Gran Bretanya i Irlanda durant el Neolític: els cossos es deixaven descompondre en un recinte mortuori a l'aire lliure, en una plataforma d'excarnació o en una cova segellada, abans de dipositar-los en un altre lloc.
A Itàlia els llauradors neolítics que vivien a Tavoliere, fa més de 7.000 anys practicaven el ritual de l'excarnació dels morts. Unes lleugeres marques de talls suggereixen que els ossos foren descarnats fins a un any després de la mort. Els ossos es dipositaren en la cova d'Scaloria i, en excavar-la, es van barrejar amb ossos d'animals, ceràmica trencada i eines de pedra.
Un ritual conegut com a mos teutonicus, o excarnació activa, era un costum alemany. Els cossos es descomponien de manera diferent a l'excarnació: es tallaven i es bullien en vi, aigua o vinagre.

Es diu que el rei Lluís IX de França fou descarnat bullint-li el cadàver fins que la carn es separà dels ossos. Aquest procediment es feia per preservar-li els ossos, evitar la descomposició de les despulles durant el seu retorn a França de la Vuitena Croada i proporcionar relíquies.